# Боголюбы (Волынская область)
Боголюбы (укр. Боголюби) — село в Луцкой городской общине Луцкого района Волынской области Украины.
Код КОАТУУ — 0722881001. Население по переписи 2001 года составляет 851 человек. Почтовый индекс — 45634. Телефонный код — 332. Занимает площадь 0,774 км².

## История
С 1964 по 1991 г. носило название Першотравневое. До мировой войны в Боголюбах проводили лето падчерица местного помещика, Анна Тургенева, и её муж Андрей Белый, который часто упоминает эти места в своих воспоминаниях.